# شيكو سيزار
شيكو سيزار (بالبرتغالية: Chico César‏) هو مغن مؤلف وملحن وكاتب أغاني ومغني وكاتب وسياسي برازيلي، ولد في 26 يناير 1964 في البرازيل.

## وصلات خارجية
- شيكو سيزار على موقع IMDb (الإنجليزية)
- شيكو سيزار على موقع ميوزك برينز (الإنجليزية)
- شيكو سيزار على موقع أول ميوزيك (الإنجليزية)
- شيكو سيزار على موقع ديسكوغز (الإنجليزية)

- الموقع الرسمي